# Sophos
Sophos è un'azienda che si occupa di sicurezza informatica (sia software che hardware) che ha sede a Abingdon-on-Thames, Inghilterra (UK). 
Offre prodotti di communication endpoint, criptazione, network security, e-mail security e mobile security e anche un prodotto di Unified Threat Management; è principalmente focalizzata sulla fornitura di sicurezza ad organizzazioni e imprese.
SophosLabs è la rete globale della società di centri di sviluppo e di analisi delle minacce informatiche.
Nel novembre 2019, la società di private equity Thoma Bravo ha accettato di acquistarla per 3,8 miliardi di dollari.
Sophos ha vinto numerosi premi per il suo blog dedicato ai consumatori: Naked Security.
Compete nell'industria degli antivirus contro Avira, F-Secure, Kaspersky, McAfee, Panda Security e Symantec tra gli altri.

## Profilo
È stata fondata da Jan Hruska e Peter Lammere e iniziò la produzione dei suoi primi prodotti antivirus e di criptazione nei primi anni '80, con sede centrale ad Abingdon, Inghilterra (UK); ha filiali in: Australia, Austria, Canada, Dubai (EAU), Francia, Germania, Giappone, Italia, Paesi Bassi, Polonia, Singapore, Spagna, Svezia, Svizzera e Ungheria. 
Tuttavia, la produzione di software e i centri di analisi delle minacce informatiche (conosciuti come SophosLabs) sono presenti solamente a: Abingdon (Inghilterra), Ahmedabad (India), Budapest (Ungheria), Linz (Austria), Sydney (Australia) e Vancouver (Canada).
Inoltre, nella sede di Abingdon vi è lo sviluppo dell'antivirus e dell'UTM, nella sede di Budapest quello delle tecnologie relative ad Android, Firewall, AntiSpam, legate agli URL e al cloud così come lo sviluppo dei principali sistemi back-end e, infine, nella sede di Linz vi è lo sviluppo le tecnologie legate alla crittografia.
L'azienda è cresciuta ad oltre 2 000 dipendenti e, oggi, è la più grande azienda Europea di prodotti di sicurezza informatica, con oltre 100 000 aziende clienti e 100 milioni di utenti in oltre 150 paesi.

## Storia
Durante i secondi anni '80 e nei primi anni '90 ha primariamente sviluppato e venduto una gamma di tecnologie di sicurezza informatica negli UK, tra cui gli strumenti di criptazione disponibili per la tutti gli utenti (privati o aziendali).
Nei tardi anni '90 ha concentrato i suoi sforzi nello sviluppo e nella vendita di soluzioni antivirus, e ha intrapreso un programma di espansione internazionale. Nel frattempo, Sophos ha aperto svariate filiali e spostò la vendita esclusivamente tramite il proprio canale di partner e rivenditori.
Sempre nei tardi anni '90 e agli inizi del 2000 ha aggiunto alla sua gamma di prodotti una serie di strumenti per la protezione dei dati digitali e di amministrazione dei dispositivi (da remoto).
Nel 2006, Peter Gyenes e Steve Munford furono nominati presidente e amministratore delegato di Sophos rispettivamente. Jan Hruska e Peter Lammer restarono come membri del consiglio di amministrazione.
Nel 2010, la quota di maggioranza è stata venduta a Apax. 
Sempre nel 2010, Nick Bray, prima CFO di Micro Focus International, fu nominato CFO di Sophos.
Nel 2012 ha acquisito ciò che rimaneva di VirusBuster dopo che la società aveva deciso di ritirarsi dal mercato. Tutti gli sviluppatori e i ricercatori di VirusBuster si sono uniti a Sophos nel suo nuovo SophosLab a Budapest, Ungheria, che diventò così il più grande e importante SophosLab (periferico - ossia escludendo quello nella sede centrale ad Abingdon).
Nel 2012 Kris Hagerman, prima amministratore delegato di Corel Corporation, fu nominato amministratore delegato e si unì al consiglio di amministrazione della azienda. L'amministratore delegato precedente, Steve Munford, divenne presidente non-esecutivo.
Negli anni 2000 ha anche presentato la sua gamma di prodotti Unified Threat Management (UTM).

## Acquisizioni e partnership
Dal settembre 2003 al febbraio 2006, Sophos è stata la società madre di ActiveState, uno strumento di sviluppo per linguaggi di programmazione dinamici. Nel febbraio 2006, ActiveState è divenuta una società indipendente, venendo venduta a Pender Financial, una venture capitalist con sede a Vancouver.
Nel 2007 ha acquistato ENDFORCE, una società con sede in Ohio (USA) che sviluppava e vendeva software di security policy compliance e Network Access Control (NAC).
Nel luglio 2008 annunciò la sua intenzione di acquisire Utimaco Safeware AG, concludendo l'operazione nel settembre dello stesso anno.
Nel maggio 2010 raggiunse l'accordo definitivo per vendere la sua quota di maggioranza nella società Apax Partners, un gruppo globale di private equity.
Nel maggio 2011 annunciò di aver raggiunto l'accordo per comprare Astaro, un fornitore di soluzioni di network security, con sede centrale a Wilmington, Massachusetts (USA) e Karlsruhe, Germania.
Nell'aprile 2012 acquistò DIALOGS, un fornitore di soluzioni per la gestione remota di dispositivi mobile, con sede centrale in Germania.
Nel febbraio 2014 annunciò di aver acquisito Cyberoam Technologies, leader globale nella fornitura di soluzioni di prodotti di network security.
Nel dicembre 2015 acquistò per 30 milioni di euro Surfright, azienda sviluppatrice dello scanner antimalware HitmanPro.
Nel novembre 2016 acquistò Barricade, una start-up con un motore di analisi basato sul comportamento.
Nel febbraio 2017, Sophos ha acquisito Invincea, un'azienda di software che fornisce servizi di rilevamento, prevenzione ed analisi forense delle minacce malware.
Nell'ottobre 2024 accettò l'acquisizione per 859 milioni di dollari di SecureWorks, società quotata in borsa la cui maggioranza è detenuta da Dell e focalizzata su Extended Detection and Response (XDR). L'acquisizione è stata completata nel febbraio 2025, a cui fece seguito poco tempo dopo un licenziamento del 6% (circa 400 persone) della forza lavoro complessiva.

## Prodotti

### Protezione di Rete
- Sophos UTM: un firewall hardware che include protezione durante la navigazione web, filtri AntiSpam per la protezione della posta elettronica e protezione antivirus.
  - Next-Generation Firewall
  - Web Application Firewall
  - Secure Web Gateway
  - Secure Email Gateway
- Secure VPN
- Secure Wi-Fi

### Enduser Protection
- Enduser Protection Suite: una suite di Internet Security che include: antivirus, crittografia e protezione dei dati, filtro web, antispam e console di gestione centralizzata, disponibile per Microsoft Windows, Apple OS X, distribuzioni Linux e Unix (in particolare Ubuntu e Oracle Solaris), Android e iOS.
  - Endpoint Anti-Virus
  - Sophos Cloud
- Mobile Control: uno strumento per la gestione dei contenuti e dei dispositivi mobile, integrato con mobile security, per Android, iOS, Windows Phone e Ubuntu Touch.
- SafeGuard Encryption: una console di crittografia out-of-the-box per Apple OS X (utilizzando la criptazione Mac FileVault 2) e Microsoft Windows (utilizzando la criptazione Microsoft BitLocker).

### Server Protection
- Virtualization Security
- Server Security
- SharePoint Security
- Network Storage Antivirus
- PureMessage